# Asia Abdelmajid
Asia Mohammed Tom Taher Al-Katiabi, también conocida como Asia Abdelmajid (árabe: آسيا عبد الماجد; 1943, Omdurmán-Jartum, 3 de mayo de 2023) fue una actriz y profesora de teatro sudanesa. Fue una de las primeras actrices profesionales del Sudán post-británico y recibió elogios por primera vez por sus representaciones teatrales.
Era la viuda del poeta Muhammad al-Fayturi y murió en un fuego cruzado durante la tercera guerra civil sudanesa el 3 de mayo de 2023. Tenía 80 años.

## Biografía

### Temprana edad y educación
Asia Mohammed Tom Taher Al-Katiabi nació en Omdurmán durante la dominación anglo-egipcia en 1943 de Batoul Mohammed Ahmed Al-Sheikh Al-Jali. La familia Al-Katiabi tenía una larga y rica lista de artistas, como el poeta Al-Tijani Yusuf Bashir y Abdul Qadir Al-Ktiabi. Asia criada por su pariente, Abdul Majid, quien era como su segundo padre, y tomó su nombre.
Asia estudió en la escuela primaria Abdel Moneim en Jartum, luego estudió en la escuela secundaria Karary. En 1959, se unió al Teachers College en Omdurmán y trabajó como maestra en el mismo colegio después de graduarse en 1962. Asia fue a Egipto en 1968 para estudiar en la Academia de Artes Escénicas de El Cairo, en el Departamento de Actuación, y se graduó en 1972. Era la mejor de su cohorte que incluía a Ahmed Zaki, Ahmed Abdel Warth, Ahmed Maher, Samira Mohsen, Shahira y Afaf Shuaib. Recibió su maestría del Instituto Internacional de Educación Árabe y Estudios Superiores de Jartum, y durante sus estudios en El Cairo, participó en un papel secundario en la obra "Al-Bakashin" en el Teatro Khiam, protagonizada por Farid Shawky.

### Muerte
Asia murió en la noche del 3 de mayo de 2023, a causa de sus heridas tras ser alcanzada por la metralla de un proyectil que cayó sobre su casa durante la batalla de Jartum como resultado de los combates.